# Central nuclear de Barakah
La Central nuclear de Barakah es el nombre que recibe un complejo nuclear consistente en cuatro reactores nucleares. El complejo de cuatro reactores tipo PWR se encuentra en avanzada etapa de construcción y está ubicado en Barakah, sobre el Golfo Pérsico en el emirato de Abu Dabi en los Emiratos Árabes Unidos cuando sea completado tendrá una capacidad de 5.600 MW eléctricos y será la primera planta nuclear en ese país asiático.
En diciembre del 2009, luego de una licitación internacional la Corporación de Energía Nuclear de los Emiratos  (ENEC) otorgó a un consorcio liderado por la Corporación de Energía eléctrica de Corea  (KEPCO) un contrato de 20 mil millones de dólares norteamericanos para construir la primera planta de energía nuclear en los Emiratos Árabes Unidos. El sitio escogido fue Barakah, a unos 50 km al oeste de Ruwais, sobre el Golfo Pérsico donde se construyen cuatro reactores nucleares modelo APR-1400, el primero programado para iniciar el suministro de electricidad en 2020. 
La ceremonia de comienzo de obras de la planta se llevó a cabo el 14 de marzo de 2011, con la presencia del presidente de Corea del Sur, Lee Myung-bak. La construcción de la primera unidad se inició el 18 de julio de 2012, antes de su fecha programada a finales de 2012. Esto sucedió a pesar de los retrasos que se plantearon a raíz del accidente nuclear de Fukushima Japón.  En mayo de 2013 inició la construcción de la segunda unidad, que se espera que este lista en cinco años.  
En 2011 Bloomberg informó que, tras llegar a detallados acuerdos de financiación, el costo de construcción del complejo se estima en 30 mil millones de dólares: $ 10 mil millones de capital, $ 10 mil millones de deuda con la agencia de crédito a la exportación, y $ 10 mil millones de dólares de deuda bancaria y soberana. Corea del Sur puede ganar unos 20 mil millones de dólares adicionales con los contratos de operación, mantenimiento y suministro de combustible.
| Unidad    | Tipo     | Inicio construcción      | Entrada en funcionamiento (programado) | Notas                   |
| --------- | -------- | ------------------------ | -------------------------------------- | ----------------------- |
| Barakah 1 | APR-1400 | 19 de julio de 2012      | 1 de agosto de 2020                    | [ 3 ] [ 4 ] [ 5 ] [ 6 ] |
| Barakah 2 | APR-1400 | 16 de abril de 2013      | 2019                                   | [ 7 ] [ 6 ]             |
| Barakah 3 | APR-1400 | 24 de septiembre de 2014 | 2020                                   | [ 8 ] [ 6 ]             |
| Barakah 4 | APR-1400 | 30 de julio de 2015      | 2021                                   | [ 9 ] [ 6 ]             |

## Permisos
De acuerdo a lo que marca la ley en EAU, ENEC solicitó a la Federal Authority for Nuclear Regulation - FANR los permisos de construcción y operación para los cuatro reactores.
FANR analizó la información presentada en los Informes de Análisis de Seguridad presentados por ENEC, verificando que el diseño propuesto cumpliera con todos los requerimientos que indican las leyes y regulaciones aplicables en Emiratos Unidos para construir y operar centrales  núcleo eléctricas.